# マンガ大行進
『マンガ大行進』（マンガだいこうしん）は、1979年1月4日から同年3月30日まで東京12チャンネル（現・テレビ東京）が編成していたテレビアニメ再放送枠である。編成時間は毎週月曜 - 金曜 19:15 - 19:30 （日本標準時）。
前番組『友子ヤングコンサート』の早期終了に伴い、次番組『ニュースキッド715』スタートまでのつなぎで編成された。

## 放送作品一覧
放送作品はすべてハンナ・バーベラ・プロダクション制作の海外アニメである。
- ブラック魔王 空の猛レース（1979年1月4日 - 1979年2月20日） - 『スカイキッドブラック魔王』のタイトルのみを差し替えたもの。東京12チャンネルが直前の時間帯に編成していた『マンガのくに』も、当時は同作品をこのタイトルで放送していた。
- 爆走バギー大レース（1979年2月2日 - 1979年3月30日）

参考：日本経済新聞のラジオ・テレビ欄
| 東京12チャンネル 平日19:15枠                            | 東京12チャンネル 平日19:15枠                  | 東京12チャンネル 平日19:15枠                        |
| 前番組                                                  | 番組名                                        | 次番組                                              |
| ------------------------------------------------------- | --------------------------------------------- | --------------------------------------------------- |
| 友子ヤングコンサート （1978年10月2日 - 1978年12月29日） | マンガ大行進 （1979年1月4日 - 1979年3月30日） | ニュースキッド715 （1979年4月2日 - 1979年12月28日） |

| スタブアイコン | サブスタブ | この項目は、まだ閲覧者の調べものの参照としては役立たない、アニメに関連した書きかけの項目です。この項目を加筆・訂正などしてくださる協力者を求めています（P:アニメ/PJ:アニメ）。 |